# Ercole alla conquista di Atlantide
Ercole alla conquista di Atlantide (bra: Hércules na Conquista de Atlântida, ou Hércules na Conquista da Atlântida) é um filme franco-italiano de 1961, dos gêneros aventura, ficção científica e fantasia, dirigido por Vittorio Cottafavi.

## Sinopse
Hércules salva uma garota das garras de um monstro e esta o conduz ao fantástico mundo da Atlântida.

## Elenco
- Reg Park ....... Hércules
- Fay Spain ....... Antinea, rainha de Atlantis
- Ettore Manni ....... Ândrocles, rei de Tebas
- Luciano Marin ....... Illus
- Laura Efrikian ....... Ismênia
- Enrico Maria Salerno ....... rei de Megara
- Ivo Garrani ....... rei da Megália
- Gian Maria Volonté ....... ... rei de Esparta
- Mimmo Palmara ....... Astor
- Mario Petri ....... Zênite
- Mino Doro ....... Oráculo
- Salvatore Furnari ....... Timóteo
- Alessandro Sperli
- Mario Valdemarin ....... Gabor
- Luciana Angiolillo ....... Djanira
- Maurizio Coffarelli ....... Proteus, o monstro
- Nicola Sperli ....... Dianaris